# Indigofera tanganyikensis
Indigofera tanganyikensis är en ärtväxtart som beskrevs av Baker f. Indigofera tanganyikensis ingår i släktet indigosläktet, och familjen ärtväxter. Inga underarter finns listade i Catalogue of Life.